# Isaac Costero
Isaac Costero Tudanca (Burgos, 1903 - Ciudad de México, 1980) fue un médico histólogo español.

## Biografía
Cursó sus estudios en la Universidad de Zaragoza. Al terminar sus estudios complementarios en Alemania, estuvo catorce años en colaboración con el doctor Pío del Río Hortega en el Laboratorio de Histopatología de Madrid que dependía de la Junta para la Ampliación de Estudios. Después trabajó en el Instituto del Cáncer, en el Hospital General de Madrid y en el Laboratorio de Anatomía Patológica.
Cofundador el 11 de febrero de 1933 de la Asociación de Amigos de la Unión Soviética, creada en unos tiempos en que la derecha sostenía un tono condenatorio en relación con los relatos sobre las conquistas y los problemas del socialismo en la URSS.
En 1934 ganó la cátedra de Histología y Anatomía Patológica de la Universidad de Valladolid. Mientras pudo permanecer en España, trabajó con diversos centros europeos de tratamiento del cáncer. Fue depurado de su puesto en la cátedra en 1937.

## Exilio
Al finalizar la guerra civil española tuvo que exiliarse a México por sus ideas republicanas y democráticas. Allí fue profesor de Anatomía Patológica de la Universidad Nacional Autónoma. En México desarrolló una importante tarea de difusión de los conocimientos médicos a través de La Casa de España y su heredero, el Colegio de México. Nada más llegar al país, realizó cursillos sobre técnicas de autopsia, anatomía patológica, diagnóstico analítico e histología especial. 
Fue profesor de enseñanza técnica superior de la Secretaría de Educación Púbica, adscrito a la Escuela Nacional de Ciencias Biológicas del Instituto Politécnico Nacional, después se desempeñó como profesor de anatomía patológica en la Escuela de Medicina Rural. También fue profesor de anatomía patológica en la Escuela de Odontología. Con la intermediación de El Colegio de México ofreció un curso en Guadalajara, uno en Monterrey y tres en Morelia.
Poco después acudió a la UNAM invitado por el cardiólogo mexicano Ignacio Chávez. Así, además de profesor, comenzó a trabajar en el recién fundado Instituto Nacional de Cardiología donde terminó de desarrollar sus trabajos sobre histopatología del sistema nervioso, tema sobre el cual ya tenía una reputada fama antes de abandonar España.
Junto a Germán Somolinos D'Ardois escribe Desarrollo de la anatomía patológica en México y como biografía, Crónica de una vocación científica (México, 1977). Presidió la Academia Nacional de Medicina de México. En 1972 fue galardonado con el Premio Nacional de Ciencias y Artes que otorga la Presidencia de México. En 1979 fue nombrado doctor Honoris Causa por la Universidad Nacional Autónoma de México; sin embargo, no pudo recibir la toga y el birrete correspondientes a este último reconocimiento ya que la muerte le sorprendió pocos días después de recibir el nombramiento. La UNAM creó, también en reconocimiento a su labor, la Cátedra Isaac Costero Tudanca.